# Kakuca Czolokaszwili
Kaichosro Czolokaszwili, powszechnie znany jako Kakuca (ur. 2 lipca?/14 lipca 1888 w Matani, zm. 27 czerwca 1930 w Paryżu) – gruziński szlachcic oraz dowódca wojskowy, uważany za bohatera narodowego Gruzji.
Pułkownik w armii Imperium Rosyjskiego oraz armii Demokratycznej Republiki Gruzji; weteran I wojny światowej. Na początku lat 20. XX wieku prowadził partyzancką walkę przeciw rządom bolszewików, ustanowionym w roku 1921 przez Armię Czerwoną Rosji Sowieckiej. Po nieudanym powstaniu sierpniowym przeciw Związkowi Radzieckiemu w roku 1924, Czolokaszwili wyjechał do Francji, gdzie zmarł na gruźlicę. Jego szczątki przewieziono do Panteonu Pisarzy i Osób Publicznych w Mtacminda w stolicy Gruzji - Tbilisi w roku 2005.

## Młodość i początki kariery
Czolokaszwili urodził się w szanowanej rodzinie arystokratycznej. Był synem księcia Joseba Czolokaszwilego, przyszedł na świat w majątku rodzinnym w Matani, w prowincji Kachetia we wschodniej Gruzji (wtenczas była to część guberni tyfliskiej carskiej Rosji).
W 1907 r. Czolokaszwili ukończył szlacheckie gimnazjum w Tyflisie, następnie zaciągnął się do carskiej armii. Po zakończeniu służby w pułku dragonów w Twerze, przeszedł do rezerwy w 1912 r. i wrócił do Gruzji, gdzie rok później poślubił księżną Nino (z domu Megwinetuchucesi). Po wybuchu I wojny światowej w 1914r, został ponownie powołany do czynnej służby. Oddano mu w dowodzenie szwadron kawalerii, walczący na froncie austriackim. Po odniesieniu ran jeszcze w tym samym roku, został przeniesiony na front kaukaski. Podczas bitwy pod Sarikamis w grudniu 1914 r. dowodził on szwadronem kawalerii, wchodzącym w skład korpusu dowodzonego przez generała Gabaszwilego. Odznaczył się wówczas zdobyciem i obroną strategicznego „orlego gniazda” przed przeważającymi siłami tureckimi. Po raz kolejny odniósł wtedy poważne rany. Za jego postawę, wyróżniono go złotą szablą. Po kuracji medycznej w szpitalu św. Niny w Tyflisie, został zaciągnięty do formowanego właśnie Gruzińskiego Legionu Kawalerii, który w 1915 r. maszerował na Iran w ramach ekspedycji generała Baratowa. Wykonał rajd na Mezopotamię, gdzie w 1916 r. połączył się z brytyjskim korpusem ekspedycyjnym.
Po rewolucji październikowej w Rosji, Czolokaszwili wrócił do Gruzji, gdzie zaangażował się w działalność gruzińskiego ruchu wyzwoleńczego. W połowie roku 1917 wstąpił do Narodowej Partii Demokratycznej Gruzji. Na początku 1918 r. współpracował przy organizacji oddziałów narodowej kawalerii. 26 maja 1918 r. Gruzja ogłosiła swoją niepodległość. Przyjęła nazwę Demokratycznej Republiki Gruzji. Czolokaszwili uzyskał awans na pułkownika. Podczas wojen z Armenią (1918) oraz Rosją Sowiecką (1921) dowodził dywizją konnicy. Przez pewien okres w roku 1919, pełnił urząd zastępcy ministra obrony Gruzji.

## Przywódca partyzantów
Sowiecka inwazja na początku 1921 r. doprowadziła do upadku niepodległej Gruzji i utworzenia Gruzińskiej Socjalistycznej Republiki Radzieckiej, rządzonej przez Bolszewicki Komitet Rewolucyjny (Rewkom). Czolokaszwili, w przeciwieństwie do wielu innych działaczy niepodległościowych, nie udał się na emigrację, lecz wycofał się w góry Kaukazu, gdzie zorganizował partyzancki opór skierowany przeciwko nowemu reżimowi. W marcu 1921 r. dowodził niewielką partyzancką grupą znaną jako „Konspiratorzy Gruzji”, która wzięła udział w serii potyczek z Armią Czerwoną oraz oddziałami WCZk (sowieckiego organu bezpieczeństwa) w swoim rodzinnym regionie Kachetia. Po starciu pod Sighnaghi w czerwcu 1922r, Czolokaszwili przeniósł się do górskiego dystryktu Chewsureti, gdzie zjednoczył miejscowych chłopów przeciwko rządowi bolszewickiemu. Armia Czerwona, wspierana przez lotnictwo, opanowała terytorium, jednak Czolokaszwilemu udało się przedostać do sąsiedniej Czeczenii, skąd w listopadzie 1922 r. prowadził najazdy na Gruzję. Jego brat, Simon, zginął w trakcie akcji, a pozostałych członków rodziny aresztowano. Jego teść został później zamordowany przez WCzk.
Najbardziej intensywne walki rozgorzały podczas powstania sierpniowego w 1924 r. Czolokaszwili był jednym z jego przywódców. Na drodze niespodziewanego ataku w dniu 29 sierpnia opanował miasto Manglisi. Jako że nie dotarły do niego posiłki, przeniósł się w góry we wschodniej Gruzji, gdzie przejął kontrolę nad Duszeti i rozbił jednostki Armii Czerwonej pod Swimoniant-Chewi 3 września. Chociaż powstanie było nieskuteczne i zostało brutalnie stłumione, Czolokaszwili odmówił poddania się i bezowocnie kilka razy próbował przeprowadzić wypad na Tbilisi. Swoją ostatnią bitwę stoczył w połowie września pod Chew-Grdzela w prowincji Kachetia. Pomimo miażdżącej przewagi Armii Czerwonej oraz ostrzału ze strony radzieckiej artylerii, Czolokaszwilemu udało się uciec. Niebawem okazało się, że oddziały partyzanckie są wyczerpane, wobec czego Czolokaszwili musiał uciekać do Turcji, gdzie dołączyło do niego kilku emigrantów. Razem przenieśli się do Francji.
Jego życie we Francji było ciężkie. Zmarł na gruźlicę w roku 1930. Początkowo pochowano go na cmentarzu św. Audoena w Paryżu. Później jego grób przeniesiono na cmentarz w Leuville-sur-Orge, gdzie chowano gruzińską emigrację.

## Dziedzictwo
Postać Czolokaszwilego została zapomniana w czasie blisko 70-letniej przynależności Gruzji do ZSRR. Razem z przypływem nastrojów narodowo-liberalnych pod koniec lat 80. XX wieku, postać Czolokaszwilego uznano za wiodący symbol gruzińskiego patriotyzmu i narodowego oporu wobec rządów radzieckich. Jego portrety pojawiały się na wszystkich manifestacjach protestacyjnych. Zainteresowanie osobą Czolokaszwilego wzrosło szczególnie w roku 1990, po powrocie do kraju jego towarzysza broni, Aleksandra Sulkaniszwilego, ze sztandarem powstańczym Kakucy.
W dniach 20-21 listopada 2005r, zwłoki Czolokaszwilego przewieziono do Panteonu Mtatsminda w Tbilisi. W uroczystym pogrzebie uczestniczyły najważniejsze osobistości życia publicznego Gruzji oraz tysiące mieszkańców kraju z różnych regionów. Jego portret zdobi również nowy banknot o nominale 200 lari. Imieniem Czolokaszwilego nazwano jedną z ulic w popularnym dystrykcie Wake w Tbilisi, w którym znajduje się ambasada rosyjska.
W 2013 pośmiertnie uhonorowany tytułem Narodowego Bohatera Gruzji.